# Лаэртский, Александр Алексеевич
Алекса́ндр Алексе́евич Лаэ́ртский (настоящая фамилия Ува́ров; 5 марта 1964, Москва) — советский и российский музыкант, автор песен. Основатель камерного ансамбля канонического импрессионизма «Голоса родных». Основатель и руководитель группы «Лаэртский бэнд». С 1992 по 2001 — ведущий радиопрограммы «Монморанси» на радио «Эхо Москвы» и «Серебряный дождь». C 2007 — колумнист журнала «Медведь». В 2011 году вёл передачу «Колба времени» на телеканале «Ностальгия».
Известен, в частности, как автор и исполнитель юмористических и иронических песен, в которых преобладает бытовая тематика и присутствует обсценная лексика.

## Биография
Александр Алексеевич Уваров родился 5 марта 1964 года в Москве в семье отца-военного и матери-врача. Учился в школе 7 и гимназии 1543 в Москве. В 17 лет Александр был сбит тремя машинами, после чего долгое время страдал амнезией и теперь плохо помнит всё, что было до того случая.
Свою первую группу Уваров создал ещё в 1979 году, она просуществовала несколько лет. Во время учёбы в техникуме МИРЭА его музыкальная деятельность прервалась, воссоединение группы произошло только в 1986 году. Они записали два неофициальных альбома.
Лаэртский сначала работал как санитар в морге при больнице № 71 в Кунцеве, затем проектировал авиамаршруты на основе учёта маршрутов миграций перелётных птиц, также был шлифовальщиком в МСЗ в районе Савёловской.
В 1987, когда Александр Уваров работал наладчиком ЭВМ в НИИ им. Карпова, они с друзьями создали проект «Волосатое стекло» и записали 3 альбома, не предназначенных для широкого распространения, однако некоторую известность эти записи всё же обрели. Чуть позже были записаны первые магнитоальбомы, предназначенные для широкой публики, которые сначала распространялись в самиздате. Особую популярность снискали магнитоальбомы «Доители изнурённых жаб» и «Пионерская зорька», последний был включён в книгу Александра Кушнира «100 магнитоальбомов советского рока». Поначалу их тоже ошибочно называли «Волосатое стекло»; недоразумение разрешилось с официальным изданием альбомов. В этот период концерты Лаэртского проходят в формате так называемых «квартирников». Альбомы официально переизданы в 1996 году.
В 1990-х годах Лаэртский находился на пике славы, вёл передачу «Монморанси» на радиостанциях «Эхо Москвы» и «Серебряный дождь», написал песни для заставок телепрограмм «Пресс-экспресс» и «Тин-тоник», участвовал в ток-шоу.
На концертах Александра Лаэртского обычно сопровождает группа «Лаэртский бэнд».
С 2007 по 2011, после долгого перерыва, записал три новых альбома, снялся в нескольких фильмах, стал колумнистом журнала «Медведь», провёл несколько выпусков программы «Колба времени» на телеканале «Ностальгия».
В 1991 или 1992 году его женой стала Уварова Надежда Дмитриевна. Имеет дочку (2007). Увлекается орнитологией.

## Проблемы со здоровьем
В апреле 2011 года перенёс инсульт. 15 декабря того же года было объявлено о сборе средств на реабилитацию музыканта.
В ноябре 2018 года дал интервью телеканалу «РЕН ТВ», в котором сообщил, что принял решение прекратить свою деятельность как музыканта.

## Общественная позиция
В статье 2009 года Александр Лаэртский сравнил Россию с умирающим стариком, «который лежит в реанимации, весь утыканный трубочками». Он отметил отсутствие собственного производства, огромное количество детских домов, которых всё равно не хватает, и на этом фоне, «бухалово, ухарство и фольклорный российский гламур».

## Дискография
По версии официального сайта:
- 1987 — «Пощёчина жизни»
- 1987 — «Доители изнурённых жаб»
- 1987 — «Песни» (сборник песен группы «Волосатое стекло»)
- 1988 — «Пионерская зорька» (вошёл в книгу Александра Кушнира «100 магнитоальбомов советского рока»)
- 1988—1989 — «Овальное зеркало Сведенборга» (в составе группы «Постоянство памяти»)
- 1989 — «Общество Туле»
- 1990 — «Дети хоронят коня»
- 1990 — «Повод для оптимизма»
- 1990 — «Женщина с „Трубой“»
- 1992 — «Детства чистые глазёнки»
- 1998 — «Вымя»
- 1986—1999 — «Неброские носки» (сборник)
- 2000 — «Камерный ансамбль „Голоса родных“» (концертные записи камерного ансамбля с 1997 по 1999)
- 2004 — «Леденец для дурочки» (запись литературного вечера 06.05.1999 + 6 бонус-треков с концертов)
- 2002 — «Александр Лаэртский. Grand Collection» (сборник)
- 2007 — «Лица» (совместно с группой «DUB TV»)
- 2008 — «Лаэртский бэнд в клубе „Жесть“» (DVD, запись концерта 6 января 2008 года)
- 2008 — «Александр Лаэртский. Grand Collection» (сборник)
- 2010 — «Друзья Германа» (совместно с группой «DUB TV»)
- 2010 — «Концерт в „Меццо Форте“» (запись концерта 4 декабря 2010 года)
- 2010—2011 — «Топтание борщёвых тряпок» (совместно с группой «Запрещённые барабанщики»)
- 2010 — «Александр Лаэртский. Лучшие песни» (сборник)
- 2010 — «Александр Лаэртский. Лучшие песни. Часть II» (сборник)
- 2012 — «Женские житухи» (мини-альбом)
- 2024 — «Как будто пришли в гости» (Лаэртский и Карабас)

### Участие в сборниках
- 1992 — «Индюки» (1 композиция)
- 1997 — «Всяка бяка» (2 композиции)
- 1998 — «Всяка бяка — 2» (2 композиции)
- 1998 — «Песни партийца» (3 композиции)
- 1999 — «Песни партийца — 2» («Подонки»; 1 композиция)
- 2000 — «Всяка кака» (2 композиции)
- 2001 — «Панк-революция. Best For Украина» (1 композиция)
- 2015 — «Клубни» (Сборник составлен из случайных записей с концертов Александра Лаэртского в различных клубах Москвы и других городов России).

## Фильмография
1. «Обыкновенные дни» (2001)
2. «Грим» (2009)
3. «Звёздный ворс» (2012)
4. «Территория Джа» (2014)

## Награды
- Лауреат конкурса композиторов имени Густава Малера в Гааге (Нидерланды)[14].